# 坊守
坊守（ぼうもり）とは、寺や坊舎の番人のことをいうのが本来の意味である。浄土真宗では伝統的に住職の妻のことを「坊守」と呼んでいる。和歌山県御坊市西円寺旧蔵の『一向専修念仏名帳』によって興国4年（1343年）にはすでに、この用法があったことを確認できる。
なお、2000年代以降、本願寺派と大谷派では女性住職の配偶者やその家族が坊守を称することが認められるようになった。
また、住職の後継ぎ（子息）を若院(じゃくいん)と呼ぶ。

## 裏方
裏方（うらかた）とは、貴族などの妻を指す尊称である。
「門主」・「門首」・「法主」の配偶者は、「坊守」とは呼ばずに「○○裏方」・「御裏様」と尊称する。